# Amyema tetraflora
Amyema tetraflora là một loài thực vật có hoa trong họ Loranthaceae. Loài này được (Barlow) Barlow mô tả khoa học đầu tiên năm 1974.